# Alexander Waske
Alexander Waske (Frankfurt, 31 maart 1975) is een Duits tennisspeler die uitsluitend nog in het dubbelspel actief is.
Waske speelt sinds 2000 professioneel tennis en schreef sindsdien vier ATP-toernooien in het dubbelspel op zijn naam.

## Palmares
| Legenda                       | Legenda               |
| ----------------------------- | --------------------- |
| Grand Slam                    |                       |
| Olympische Spelen             |                       |
| tot 2009                      | vanaf 2009            |
| Tennis Masters Cup            | ATP Finals            |
| ATP Masters Series            | ATP Tour Masters 1000 |
| ATP International Series Gold | ATP Tour 500          |
| ATP International Series      | ATP Tour 250          |

### Dubbelspel
| Nr.                          | Datum            | Toernooi       | Ondergrond | Partner          | Tegenstanders in finale            | Score               | Details |
| ---------------------------- | ---------------- | -------------- | ---------- | ---------------- | ---------------------------------- | ------------------- | ------- |
| Gewonnen finales herendubbel |                  |                |            |                  |                                    |                     |         |
| 1.                           | 16 april 2006    | ATP Houston    | Gravel     | Michael Kohlmann | Julian Knowle Jürgen Melzer        | 5–7, 6–4, (10–5)    | Details |
| 2.                           | 7 mei 2006       | ATP München    | Gravel     | Andrei Pavel     | Alexander Peya Björn Phau          | 6–4, 6–2            | Details |
| 3.                           | 4 februari 2007  | ATP Zagreb     | Tapijt (i) | Michael Kohlmann | František Čermák Jaroslav Levinský | 7–6(5), 4–6, (10–5) | Details |
| 4.                           | 29 april 2007    | ATP Barcelona  | Gravel     | Andrei Pavel     | Rafael Nadal Bartolomé Salvá-Vidal | 6–3, 7–6(1)         | Details |
| Verloren finales herendubbel |                  |                |            |                  |                                    |                     |         |
| 1.                           | 1 mei 2005       | ATP München    | Gravel     | Florian Mayer    | Mario Ančić Julian Knowle          | 3-6, 6-1, 3-6       | Details |
| 2.                           | 30 april 2006    | ATP Casablanca | Gravel     | Michael Kohlmann | Julian Knowle Jürgen Melzer        | 3-6, 4-6            | Details |
| 3.                           | 25 februari 2007 | ATP Rotterdam  | Hardcourt  | Andrei Pavel     | Martin Damm Leander Paes           | 3-6, 7-6(5), [7-10] | Details |

## Prestatietabel
| Legenda | Legenda                          |
| ------- | -------------------------------- |
| g.t.    | geen toernooi gehouden           |
| l.c.    | lagere categorie                 |
| –       | niet deelgenomen                 |
| G       | uitgeschakeld in de groepsfase   |
| 1R      | uitgeschakeld in de eerste ronde |
| 2R      | uitgeschakeld in de tweede ronde |
| 3R      | uitgeschakeld in de derde ronde  |
| 4R      | uitgeschakeld in de vierde ronde |
| KF      | uitgeschakeld in de kwartfinale  |
| HF      | uitgeschakeld in de halve finale |
| F       | de finale verloren               |
| W       | het toernooi gewonnen            |
| w-v     | winst/verlies-balans             |

### Prestatietabel grand slam, enkelspel
| Grandslamtoernooien |    |    |    |    |
| Australian Open     | –  | 1R | 1R | 1R |
| Roland Garros       | –  | 1R | 2R | –  |
| Wimbledon           | 2R | 1R | 1R | –  |
| US Open             | 1R | –  | 1R | 1R |

### Prestatietabel grand slam, dubbelspel
| Toernooi        | 2002 | 2005 | 2006 | 2007 | 2009 | 2011 |
| --------------- | ---- | ---- | ---- | ---- | ---- | ---- |
| Australian Open | –    | HF   | 1R   | 3R   | –    | –    |
| Roland Garros   | –    | 3R   | SF   | 3R   | 3R   | 2R   |
| Wimbledon       | 2R   | KF   | 1R   | –    | –    | 1R   |
| US Open         | –    | 1R   | 3R   | 2R   | –    | 2R   |